# Tony Cassioppi

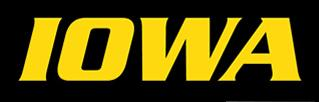
Iowa Hawkeyes

Anthony "Tony" Lawrence Cassioppi (ur. 1 grudnia 1999) – amerykański zapaśnik walczący w stylu wolnym. 
Pierwszy na MŚ U-23 w 2021 i trzeci w 2022. Mistrz panamerykański juniorów w 2016 i 2017 roku. 
Zawodnik Hononegah Community High School z Roscoe i University of Iowa. Cztery razy All-American w NCAA Division I (2020-2023). Trzeci w 2021; czwarty w 2023 i siódmy 2022 roku.